# 구글 나우
구글 나우(영어: Google Now)는 안드로이드, iOS 운영 체제용 구글 검색 모바일 애플리케이션에서 이용할 수 있는 구글이 개발한 개인 비서이다. 구글 나우는 자연 언어 사용자 인터페이스를 이용하여 질문에 답하고, 권고하며, 웹 서비스 집합에 요청을 위임함으로써 동작을 수행한다. 사용자 쿼리에 대한 답변으로 말미암아 구글 나우는 사용자의 검색 습관을 기반으로 그들이 원할 것으로 보이는 정보를 사용자에게 전달한다.
2012년 7월 9일, 안드로이드 4.1 젤리빈에 처음 도입되었으며 갤럭시 넥서스 스마트폰에 최초로 지원되었다. 이 서비스는 2013년 4월 29일, 구글 검색 애플리케이션의 업데이트를 통해 iOS용으로 이용이 가능해졌다. 파퓰러 사이언스는 구글 나우를 2012년 "올해의 혁신"으로 지명했다.

## 역사
2011년 말 보고서들은 애플의 시리처럼 구글이 차세대 안드로이드를 위한 가상 비서를 개발 중이었음을 표면화했다. 초기 코드 이름은 "Majel"이었으며 이는 진 로덴베리의 아내 메이절 배럿에서 이름을 딴 것으로, 그의 스타 트렉 프랜차이즈에서 컴퓨터 시스템의 음성으로서 잘 알려져 있다. "assistant"라는 코드 이름으로 불리기도 했다.
2012년 6월 27일, 구글 나우는 구글 I/O에서 안드로이드 4.1 젤리빈의 일부로서 처음으로 모습을 드러냈다.
2012년 10월 29일 구글 나우는 지메일 카드의 부가 기능을 가져오면서 구글 플레이 스토어를 통해 업데이트를 수신했다. 구글 나우는 사용자의 지메일 계정으로부터 항공편 정보, 배송 추적 정보, 호텔 예약, 식당 예약 따위의 정보가 들어있는 카드들을 보여준다. 기타 추가 사항들로는 사용자의 위치와 검색 역사를 기반으로 한 영화, 콘서트, 주식, 뉴스 카드가 있다. 그 밖에도 음성 입력을 이용한 일정 작성이 있다.
2014년 7월 1일, 구글 검색 업데이트로 이제 한국에서도 Okay google 사용이 가능해졌다.

## 기능
구글 나우는 구글 검색 애플리케이션의 한 측면으로 구현되어 있다. 사용자가 장치에 수행하는 반복되는 동작을 인지하여 "카드"라는 형태로 사용자에게 관련 정보를 보여준다. 이 시스템은 구글의 지식 그래프 프로젝트에 힘입어 검색 결과의 의미와 연결을 분석을 통해 더 자세한 검색 결과들을 모은다.
현재 특별 카드로는 다음을 이룬다:
- 활동 요약(Activity Summary) - 지난 한 달 동안 걷거나 자전거를 탄 거리를 대략적으로 요약해서 보여준다.
- 생일(Birthday)
- 일정(Events)
- 항공편 정보(Flights)
- 지메일: 일정(Gmail: Events)
- 지메일: 항공편 정보(Gmail: Flights)
- 지메일: 호텔(Gmail: Hotels)
- 지메일: 배송 추적(Gmail: Package Tracking)
- 지메일: 식당(Gmail: Restaurants)
- 영화(Movies)
- 뉴스(News)
- 차기 미팅(Next Meeting)
- 주변 사진 촬영지(Photo Spot Nearby)
- 장소(Places)
- 재난 정보(Public Alerts)
- 대중 교통 정보(Public Transit)
- 연구 주제(Research Topics)
- 스포츠(Sports)
- 주식(Stocks)
- 교통 정보(Traffic)
- 여행: 주변 명소(Travel: Attractions Nearby)
- 여행: 기본 시간대 시간(Travel: Time Back Home)
- 번역(Translate)
- 날씨(Weather)

## 대한민국에서의 문제
대한민국은 국가 안보 이유로 국내 지도 데이터의 국외 반출을 허용하지 않아 자세한 지도서비스를 이용할 수 없다. 이 문제는 기술에 대한 법의 자세와도 관련이 있다. 해외에서는 아주 엄격하게 금지된 일부를 제외하고는 기술적인 시도에 대해 법이 허용하고 있다. 그러나 대한민국에서는 법이 대단히 포괄적인 문구로 광범위한 행동을 제한한다. 따라서 구글 지도와 연동된 기능은 사용이 불가능하다.

## 같이 보기
- 마이크로소프트 텔미
- S 보이스
- 시리
- 마이크로소프트 코타나